# Mykines
Mykines (äldre namnform: Myggennes) är en av de arton öar som bildar ögruppen Färöarna. På ön finns endast en by, Mykines. Byn tillhör kommunen Sørvágs kommuna och har 13 invånare (2013). Det finns en radarstation och en fyr på ön.
På ön finns två höga berg, Knúkur (560 meter) och Árnafjall (350 meter). Det är stora mängder lunnefåglar, havssulor och skarvar på ön. Runt holmen Mykineshólmur finns det flera olika fågelarter och fågellivet är mycket rikt på Mykines. Mykines är även känd som Fågelparadiset. Förutom alla fåglar på ön finns även 1 200 får på ön.
Mykines är den västligaste ön i Färöarna och ligger väster om Vágar. Den totala arean är 10,3 km². Öns postnummer är FO-388. På Mykineshólmur finns en stor fyr.
Namnet Mykines är av oklart ursprung. Det danska namnet på ön är Myggenæs. Det kan komma från färöiska mikið nes, ’stort näs’, eller från keltiska muc-innis, ’grisön’, där gris är en referens till valar (jämför marsvin).
En av Färöarnas mest betydande bildkonstnärer, Sámal Joensen-Mikines, föddes på ön 1906.
- Wikimedia Commons har media som rör Mykines.